# José Vicente de Freitas
José Vicente de Freitas (ur. 22 stycznia 1869 w Calhecie na Maderze, zm. 6 września 1952 w Lizbonie) – portugalski wojskowy i polityk.
Podczas I wojny światowej walczył we Flandrii. Został odznaczony m.in. Krzyżem Wielkim Wojskowego Orderu Wieży i Miecza.
Był pułkownikiem, kiedy 28 maja 1926 doszło w Portugalii do wojskowego zamachu stanu. Poparł nowy system polityczny – Ditadura Nacional (Dyktatura Narodowa). Od 18 kwietnia 1928 do 8 lipca 1929 pełnił funkcję przewodniczącego Rady Ministrów Portugalii. Wkrótce potem został awansowany na stopień generała.